# USA:s herrlandslag i vattenpolo
USA:s herrlandslag i vattenpolo (engelska: United States men's national water polo team) representerar USA i vattenpolo för herrar. Laget tog olympiskt silver åren 1984, 1988 och 2008.
USA räknas även officiellt som guldmedaljörer vid olympiska sommarspelen 1904, dock handlade det där om en inofficiell turnering där tre amerikanska klubblag deltog.

## Resultat

### Olympiska spel
- 1904 –   Guldmedalj (inofficiell turnering, New York Athletic Club)
- 1904 –   Silvermedalj (inofficiell turnering, Chicago Athletic Association)
- 1904 –   Bronsmedalj (inofficiell turnering, Missouri Athletic Club)
- 1920 – Fyra
- 1924 –   Bronsmedalj
- 1928 – Sjua
- 1932 –   Bronsmedalj
- 1936 – Nia
- 1948 – Elva
- 1952 – Fyra
- 1956 – Femma
- 1960 – Sjua
- 1964 – Nia
- 1968 – Femma
- 1972 –   Bronsmedalj
- 1980 – Bojkott
- 1984 –   Silvermedalj
- 1988 –   Silvermedalj
- 1992 – Fyra
- 1996 – Sjua
- 2000 – Sexa
- 2004 – Sjua
- 2008 –   Silvermedalj
- 2012 – Åtta
- 2016 – Tia
- 2020 – Sexa
- 2024 –   Bronsmedalj

### Panamerikanska spelen
- 1951 –   Bronsmedalj
- 1955 –   Silvermedalj
- 1959 –   Guldmedalj
- 1963 –   Silvermedalj
- 1967 –   Guldmedalj
- 1971 –   Guldmedalj
- 1975 –   Silvermedalj
- 1979 –   Guldmedalj
- 1983 –   Guldmedalj
- 1987 –   Guldmedalj
- 1991 –   Silvermedalj
- 1995 –   Guldmedalj
- 1999 –   Guldmedalj
- 2003 –   Guldmedalj
- 2007 –   Guldmedalj
- 2011 –   Guldmedalj
- 2015 –   Guldmedalj
- 2019 –   Guldmedalj
- 2023 –   Guldmedalj

### Fotnoter
1. ↑  ”Men Water Polo Olympic Games 1984 Los Angeles (USA) - 01-10.08 Winner Yugoslavia” (på engelska). Sport Statistics. 19 mars 1984. Arkiverad från originalet den 5 juni 2015. https://web.archive.org/web/20150605133510/http://todor66.com/Water_Polo/Olympic/Men_1984.html. Läst 29 juli 2014.
2. ↑  ”Men Water Polo Olympic Games 1988 Seoul (KOR) - 21.09-01.10 Winner Yugoslavia” (på engelska). Sport Statistics. 19 mars 1988. Arkiverad från originalet den 23 juni 2015. https://web.archive.org/web/20150623162958/http://todor66.com/Water_Polo/Olympic/Men_1988.html. Läst 29 juli 2014.
3. ↑  ”Men Water Polo Olympic Games 2008 Beijing (CHN) - 10-24.08 + 8 GMT Winner Hungary” (på engelska). Sport Statistics. 19 mars 1984. http://todor66.com/Water_Polo/Olympic/Men_2008.html. Läst 29 juli 2014.
4. ↑  Todor Krastev (19 mars 1904). ”New York Athletic Club (USA)” (på engelska). Sport Statistics. http://todor66.com/Water_Polo/Olympic/Men_1904.html. Läst 27 juni 2015.